# Turijn-Milaan-Getijdenboek

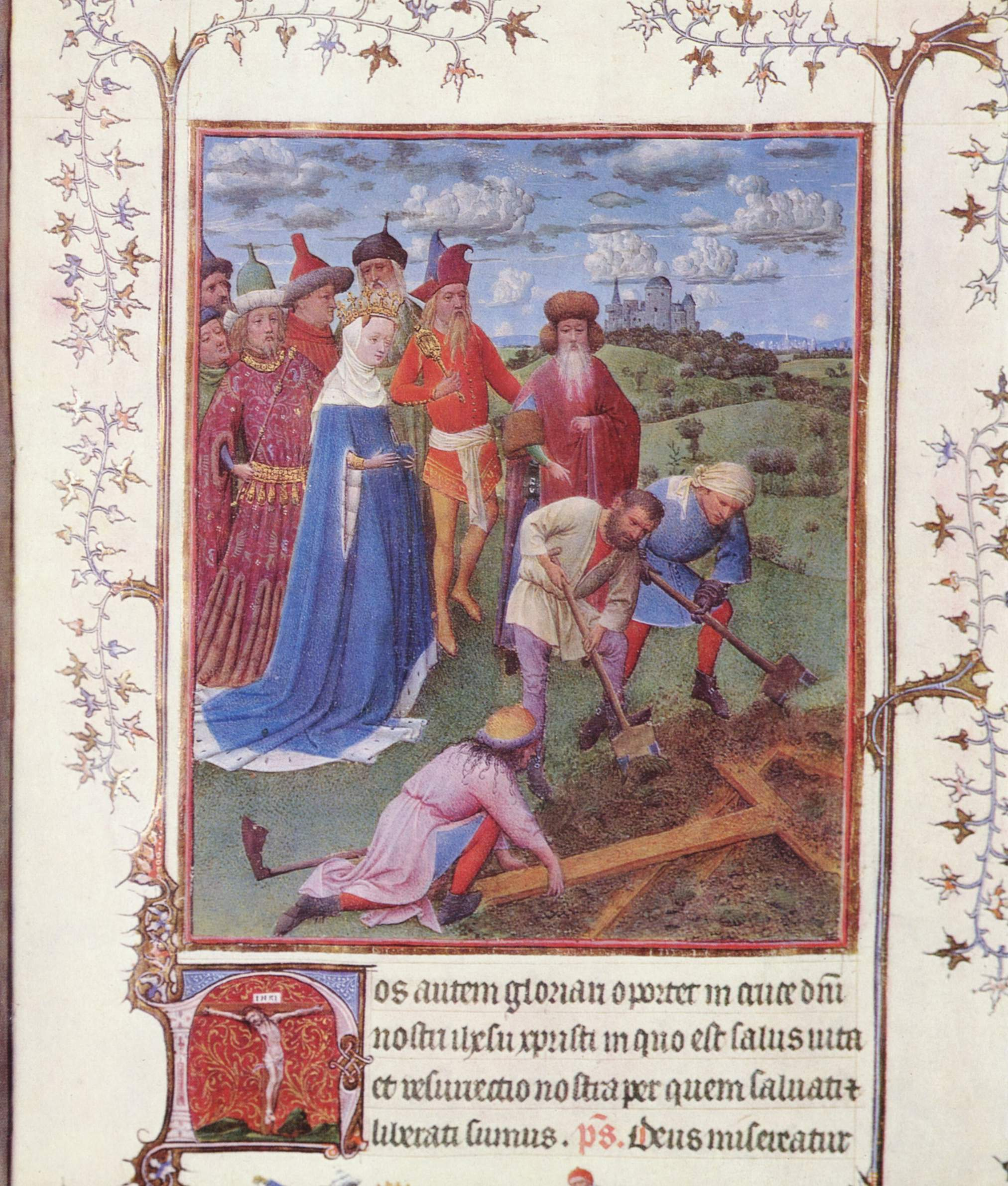
De Kruisvinding (Hand-H)

Het Turijn-Milaan-Getijdenboek is een verlucht handschrift origineel gemaakt in het laatste kwart van de 14e eeuw in Frankrijk (Bourges) en later afgewerkt in de eerste helft van de 15e eeuw in de Nederlanden (Den Haag, Brugge).

## Geschiedenis
Zoals zo vele handschriften heeft ook dit boek een bewogen geschiedenis. Het huidige handschrift is een deel van een van de eerste boeken die Jean, duc de Berry liet maken, bekend onder de naam Les Très belles Heures de Notre-Dame rond 1380. Anderen plaatsen de opdracht van Jean de Berry eerder rond 1390.
Oorspronkelijk werd het boek ontworpen als een combinatie van een getijdenboek met uitgebreide suffragia of een gebedenboek en een missaal. In 1405 werd het boek in opdracht van de hertog gesplitst en in 1412 schenkt de hertog het getijdenboek aan zijn Garde des joyaux Robert d’Estampes.
Dit gedeelte, dat de naam van het geheel meekrijgt namelijk Les Très belles Heures de Notre-Dame, blijft in de familie d’Estampes tot in de 18e eeuw Bij het begin van de Mariagetijden, is in de marge van de annunciatieminiatuur een biddende dame afgebeeld en ook haar wapenschild is toegevoegd. Het gaat hier over Marguerite de Beauvillier, een familie waarmee de Estampes zich in de 15e eeuw door huwelijk gelieerd hadden. Daarna komt het handschrift terecht in de bibliotheek van graaf Victor de Saint-Mauris, daarna van Auguste de Bastard et uiteindelijk komt het handschrift terecht in de verzameling van Adolphe Rothschild en later van Maurice de Rothschild die het aan de Bibliothèque nationale de France schenkt in 1956, waar het nu bewaard wordt met als signatuur Ms. Nouvelle acquisition Latine 3093.
Het andere deel van het boek, dat geen getijdenboek meer bevat maar wel een missaal en een gebedenboek wordt ondanks dat meestal het Turijn-Milaan-Getijdenboek ((en) Turin-Milan hours of (fr) Heures de Turin-Milan) genoemd. Dit gedeelte werd door d’Estampes(?) verkocht en we vinden het in 1420 terug bij het huis Beieren-Straubing. Van dit gedeelte was de tekst afgewerkt en waarschijnlijk ook de marges en boorden van de miniaturen maar het bevatte geen of slechts enkele miniaturen. Een lid van de familie, men neemt aan dat het Willem VI van Holland zou kunnen zijn of diens jongere broer Jan VI van Beieren of zijn nicht Jacoba van Beieren geeft opdracht om het handschrift verder af te werken en hiervoor baseerde men zich op een miniatuur op folium 59v dat Willem van Beieren, graaf van Holland zou voorstellen in gebed op de kust. Een aantal miniaturen zou gemaakt zijn door Jan Van Eyck die vanaf 1422 in dienst was bij Jan van Beieren, de opvolger van Willem.
Achteraf bleek dat de bedoelde miniatuur een spiegelbeeld was van een veel oudere miniatuur. Smeyers somt nog een groot aantal argumenten op om tot de conclusie te komen dat de verluchting uitgevoerd zou kunnen zijn op basis van Eyckiaanse modellen tussen 1440 en 1450 in Brugge. De opdrachtgever zou dan een edelman uit Henegouwen zijn geweest en dat zou dan meteen de toevoeging van een kalender voor die streek verklaren. Tot vandaag zijn de kunsthistorici het niet eens geworden over deze kwestie.
In 1479 is het handschrift terug te vinden bij het Huis Savoye. Het komt terecht bij Christina Maria van Frankrijk, de echtgenote van Victor Amadeus I van Savoye en het is waarschijnlijk zij die het handschrift opnieuw laat splitsen in het gebedenboek en het missaal. Het gebedenboek blijft in de familie Savoye en graaf Victor-Amadeus II, op dat moment koning van Piëmont-Sardinië, schenkt het gebedenboek in 1720 aan de universiteit van Turijn. Deze bibliotheek zal later omgevormd worden tot de Biblioteca Nazionale di Torino. In 1904 woedt er een brand en de helft van de 4200 manuscripten van de bibliotheek wordt vernietigd, ook het gebedenboek gaat in de brand onherroepelijk verloren.

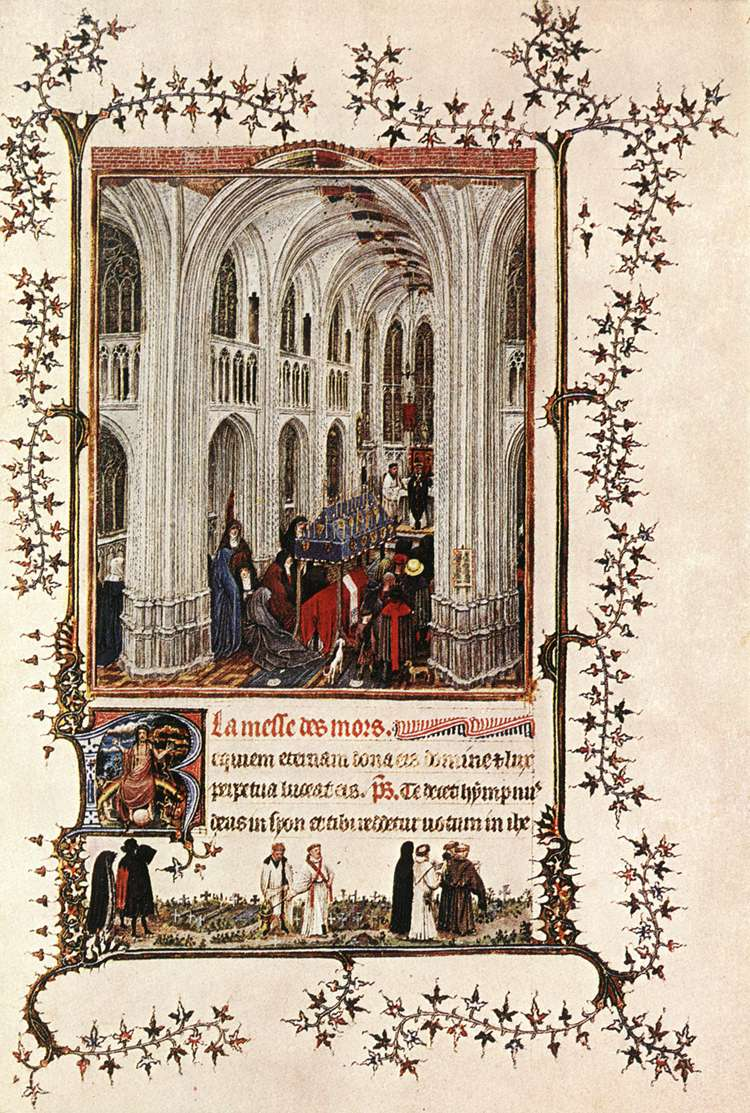
Très belles heures de Notre-Dame, Dodenmis

Paul Durrieu had het handschrift vanaf 1887 bestudeerd en hij is de eerste die opmerkt dat de miniaturen in dit handschrift stijlkenmerken hebben die overeenkomen met die van de gebroeders Jan en Hubert Van Eyck. In juni van 1901 laat hij dit aan zijn collega’s van de Société nationale des Antiquaires de France weten. Een jaar later publiceert hij een studie over het handschrift met zwart-wit foto’s van de miniaturen.
Uit het Turijn getijdenboek waren, waarschijnlijk in de 17e eeuw, acht folia verwijderd. Vier van die folia bevinden zich nu in het Louvre.
Een ander folium wordt bewaard in het Getty Museum. Het werd aangekocht in 2000 voor de som van één miljoen US-dollar.
Het missaal gedeelte was in de late 17e eeuw eigendom van de graaf van Agliè. Omstreeks 1800 wordt het missaal, bekend als de Milaan getijden aangekocht door prins Gian Giacomo Trivulzio. De familie Trivulzio schenkt het handschrift in 1935 aan het Museo Civico in Turijn waar het nu bewaard wordt met als signatuur Ms.47.

## Codicologische gegevens
Het handschrift heeft een formaat van 284 × 203 mm. Het bevat 126 folia en 28 miniaturen. De pagina’s die verlucht zijn met een miniatuur hebben dezelfde structuur: een hoofdminiatuur in een rechthoekig kader (136 × 108 mm) met daaronder een bas de page (27 × 108 mm) gescheiden door vier lijnen tekst die beginnen met een gehistorieerde initiaal (30 × 35 mm). De tekst is geschreven in één kolom van 20 lijnen in een littera textualis formata.

## De verluchting

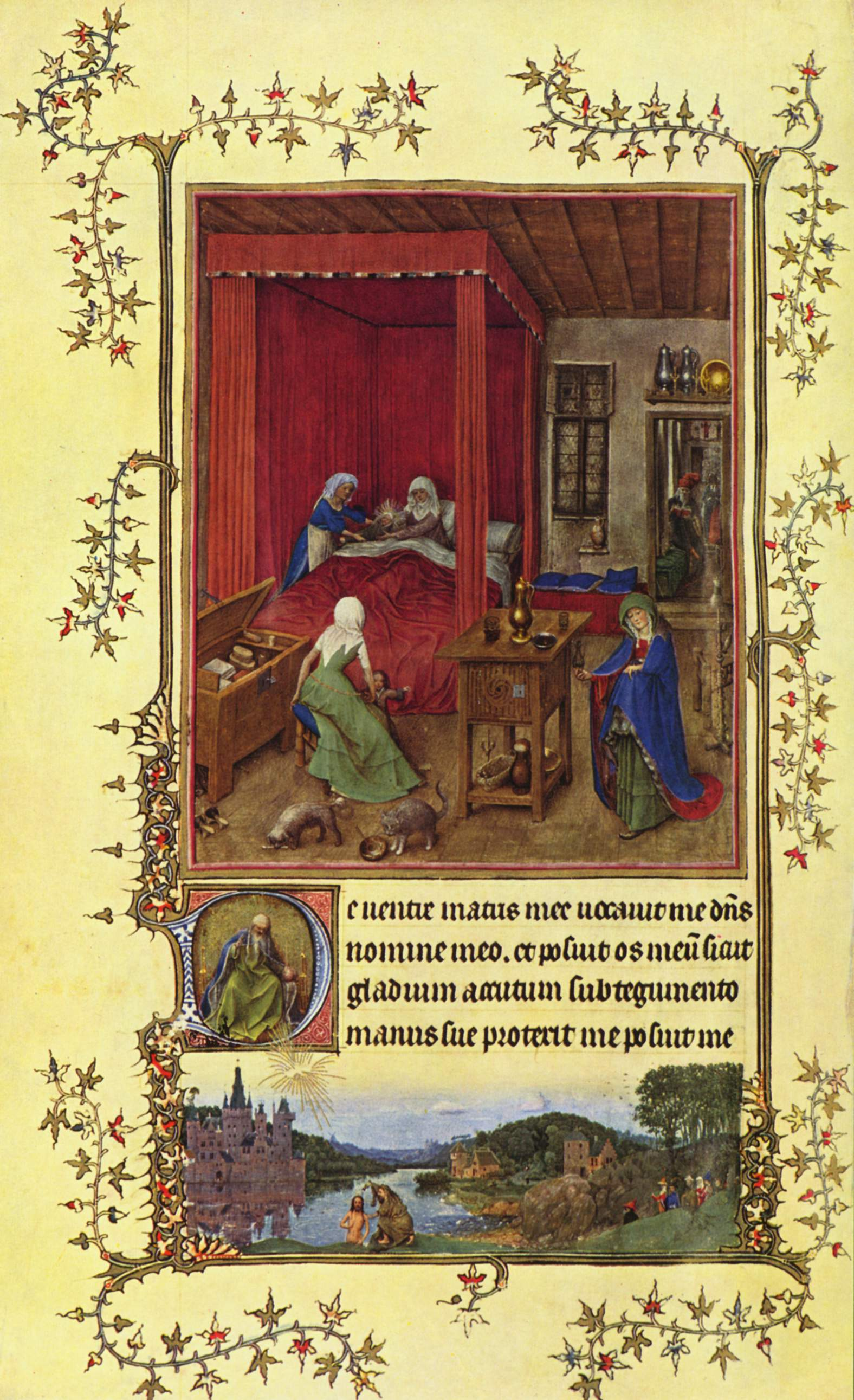
De geboorte van Johannes de Doper (Hand-G)

Links en rechts van de miniaturen en onder de bas-de-page bevindt zich een staafvormige uitbreiding van de initiaal waaruit klimopblaadjes groeien aan de uiteinden en in het midden. In de pagina’s die in de eerste productiefase van het manuscript werden versierd, zijn de marges hier en daar versierd met engeltjes, vogels en andere figuren. In de delen die later ontstaan zijn, ontbreken deze additionele margeversieringen.
De toeschrijving van de miniaturen aan verluchters is al meer dan honderd jaar een strijdpunt tussen kunsthistorici, vooral wat de gedeeltes betreft die in Turijn terechtkwamen. Verder werkend op het materiaal van Durrieu bestudeerde Georges Hulin de Loo, een Gents hoogleraar en kunsthistoricus, de miniaturen, en van hem is de toewijzing van de namen A tot en met K aan 11 handen, in wat hij dacht een chronologische volgorde te zijn. Volgens Hulin zouden de handen A-E Franse miniaturisten zijn uit de periode van de originele verluchting en voor de splitsing van het manuscript in 1412. De handen G-K zouden miniaturisten zijn uit de Nederlanden die aan het boek zouden gewerkt hebben, nadat het in het bezit kwam van de familie Beieren-Straubing. Hand F zou tot beide groepen kunnen behoren. Hand G was zeer vernieuwend en de Loo schrijft hier zelf over: "… de beste kunstenaar die ooit een handschrift verluchtte en voor de tijd waarin ze gemaakt zijn de mooiste prenten die gekend zijn in de kunstgeschiedenis. Voor het eerst zien we de realisatie van het moderne concept van schilderen vorm krijgen. Het is voor het eerst sedert de oudheid dat we een schilder zien die het weergeven van ruimte en licht perfect beheerst." Hij dacht te doen te hebben met werk van Hubert Van Eyck die hij ook aanwees als de meester die het grootste deel van het “Lam Gods” zou geschilderd hebben. De gelijkaardige hand H schreef hij toe aan Jan van Eyck. De precieze en gedetailleerd voorgestelde interieurs, de landschappen, de realistische voorstelling van de personages en de kennis van de weergave van het licht doen inderdaad aan Van Eyck denken.
Er zijn echter ook argumenten tegen een rechtstreekse toewijzing aan de gebroeders van Eyck. Een ervan is dat voor de gehistorieerde initialen en de bas-de–pages in de delen die verlucht zijn in de Nederlanden, gebruik wordt gemaakt van het typologisch symbolisme dat het Oude Testament wil uitleggen als een voorafbeelding van het Nieuwe Testament. Dit wordt in Vlaanderen pas gebruikt vanaf 1440. Het enige wat met zekerheid over de toewijzing van de miniaturisten die aan dit handschrift werkten, kan worden gezegd, is dat het laatste woord hierover nog niet gezegd is. Voor verdere lectuur met opinies voor en tegen de identificatie van de fameuze “hand G” met Jan van Eyck zie de literatuurlijst.